# Ida Ougnidif
Ida Ougnidif  (in arabo إدا وكنظيف‎?) è un centro abitato e comune rurale del Marocco situato nella Provincia di Chtouka-Aït Baha, regione di Souss-Massa. Conta una popolazione di 2 149 abitanti (censimento 2014).